# Lagonda 2.6 Litre
Der Lagonda 2.6 Litre war ein Oberklassefahrzeug, das der britische Automobilhersteller Aston Martin von 1948 bis 1953 unter dem Markennamen Lagonda anbot. Das Auto ist das erste Lagonda-Modell, das nach Übernahme des Unternehmens durch David Brown lanciert wurde. Werksseitig gab es den 2.6 Litre als viertürige Limousine und als Cabriolet. Insgesamt entstanden etwa 510 Fahrzeuge.

## Hintergrund
Lagonda war ein britischer Automobilhersteller, der 1906 von dem US-Amerikaner Wilbur Gunn gegründet worden war. Der Name des Unternehmens leitete sich von dem Fluss Lagonda Creek im amerikanischen Bundesstaat Ohio ab.
Nachdem Lagonda anfänglich kleine Fahrzeuge produziert hatte, orientierte sich das Unternehmen seit den 1920er-Jahren zunehmend am Marktsegment der automobilen Oberklasse und konkurrierte schließlich mit Rolls-Royce, Bentley oder Daimler. Nach einer Insolvenz 1935 kam es zu einem Eigentümerwechsel, in dessen Folge der Ingenieur Walter Owen Bentley zu Lagonda kam, der zuvor sein eigenes Unternehmen an Rolls-Royce verkauft hatte. Bentley entwickelte für Lagonda unter anderem einen leistungsstarken Reihensechszylindermotor, der allerdings durch den Ausbruch des Zweiten Weltkriegs zunächst nicht in Produktion ging. Nach Kriegsende konstruierte Lagonda zwar einzelne Prototypen, nahm aber die Automobilproduktion aus Mangel an Kapital und aus rechtlichen Gründen zunächst nicht wieder auf.
1947 wurde Lagonda vom britischen Unternehmer David Brown aufgekauft, der es mit dem ebenfalls zu seinem Konzern gehörenden Sportwagenhersteller Aston Martin zur Aston Martin Lagonda Ltd. zusammenführte. Wesentlicher Grund für die Übernahme Lagondas war der von W.O. Bentley konstruierte Reihensechszylindermotor, der nach Ansicht Browns den veralteten Vierzylindermotoren von Aston Martin deutlich überlegen war: Brown wollte die Aston-Martin-Sportwagen künftig mit dem Lagonda-Sechszylinder ausrüsten. Im Aston Martin DB2 und seinen Ablegern begründete dieser Motor in den 1950er-Jahren den sportlichen Ruf der Marke.
Nach der Zusammenführung beider Unternehmen nahm Brown 1948 die Automobilproduktion unter dem Markennamen Lagonda wieder auf. In Abgrenzung zur Marke Aston Martin, die weiterhin für offene und geschlossene Sport- und Rennwagen zuständig war, bot Lagonda gesetzte, konservativ gestaltete Oberklassecoupés und -limousinen an. Das erste Modell der sogenannten David-Brown-Lagondas war der Lagonda 2.6 Litre, der ebenso wie die Aston-Martin-Sportwagen den Bentley-Sechszylindermotor hatte. Er wurde 1953 durch den technisch sehr ähnlichen Lagonda 3 Litre abgelöst. Nach zehn Jahren, in denen insgesamt etwa 800 Fahrzeuge gefertigt worden waren, endete die Ära der David-Brown-Lagondas. Von 1961 bis 1964 gab es noch den Lagonda Rapide mit Aston-Martin-Technik; dieses sehr teure und stilistisch nicht unumstrittene Auto wurde nur in zweistelliger Stückzahl produziert. Ab 1974 wurde der Begriff Lagonda wiederholt als Markenname für unterschiedliche Aston-Martin-Limousinen (Aston Martin Lagonda Series 1 und Aston Martin Lagonda Series 2–4) verwendet.

## Technik

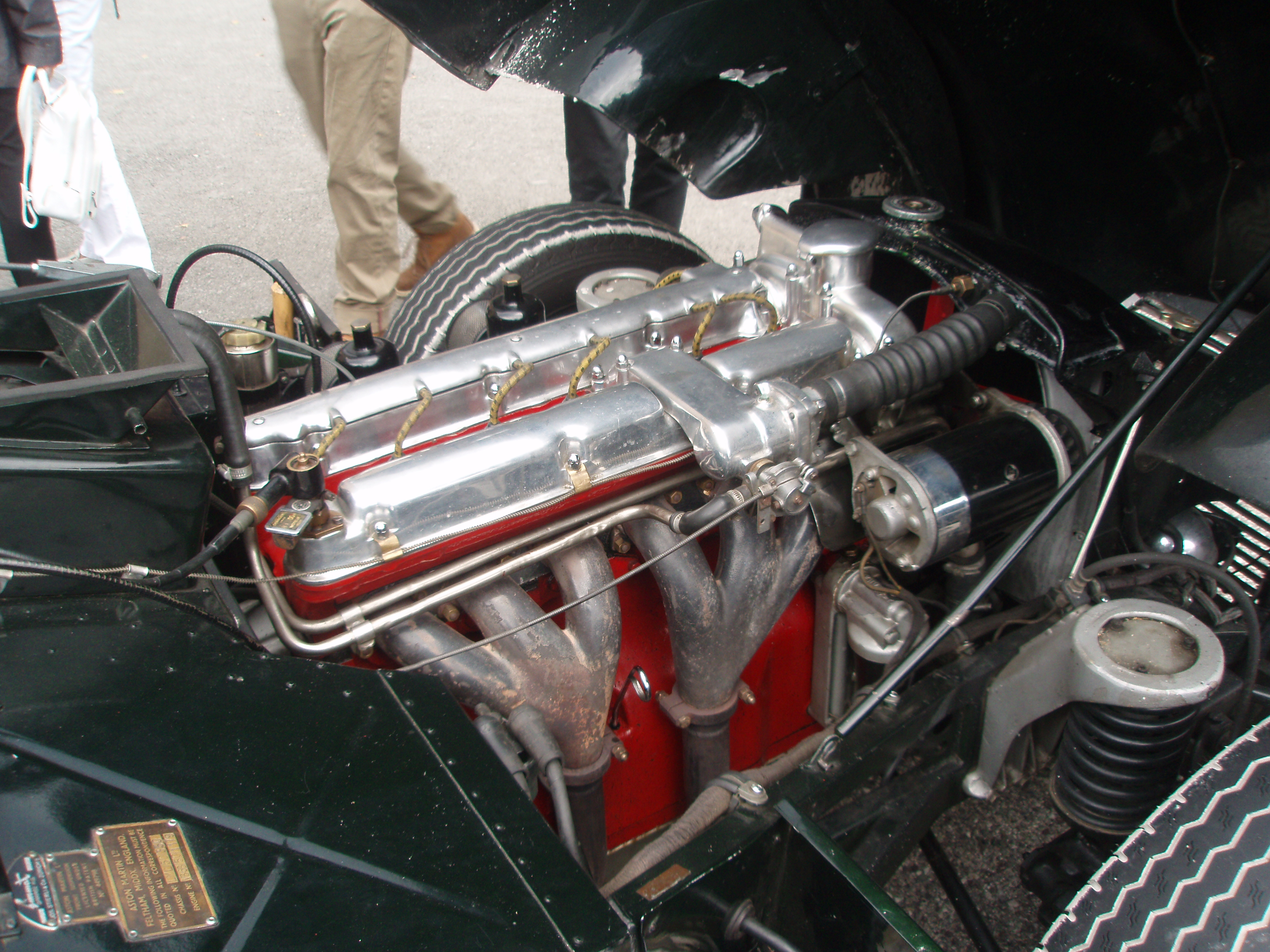
W.O. Bentleys Lagonda-Reihensechszylindermotor

Der Lagonda 2.6 Litre hatte ein X-förmiges Stahlchassis, das in seinen Grundzügen noch vor dem Ausbruch des Zweiten Weltkriegs von W.O. Bentley entworfen worden war. Darauf befand sich eine Bodengruppe aus Stahl, an der ihrerseits die Karosserieteile befestigt waren. Alle Räder waren, für die damalige Zeit ungewöhnlich, einzeln aufgehängt. Vorn wurden Schraubenfedern verwendet, hinten Drehstabfedern.
Der Reihensechszylindermotor hatte zwei obenliegende Nockenwellen und zwei Ventile pro Zylinder. Die Leistung betrug anfänglich 107 PS; Ende 1952 wurde eine kleine, als Mark II bezeichnete Serie aufgelegt, deren Motorleistung auf 125 PS erhöht worden war. Die Gemischaufbereitung erfolgte in beiden Versionen über zwei SU-Vergaser. Serienmäßig wurde ein manuelles Vierganggetriebe von DB geliefert. In den ersten Monaten stand alternativ ein Vorwählgetriebe von Cotal zur Auswahl; diese Option entfiel aber früh im Hinblick auf Lizenzprobleme. Der 2.6 Litre hatte Trommelbremsen an allen vier Rädern. Werksseitig waren zwei Sechs-Volt-Batterien montiert.

## Karosserie

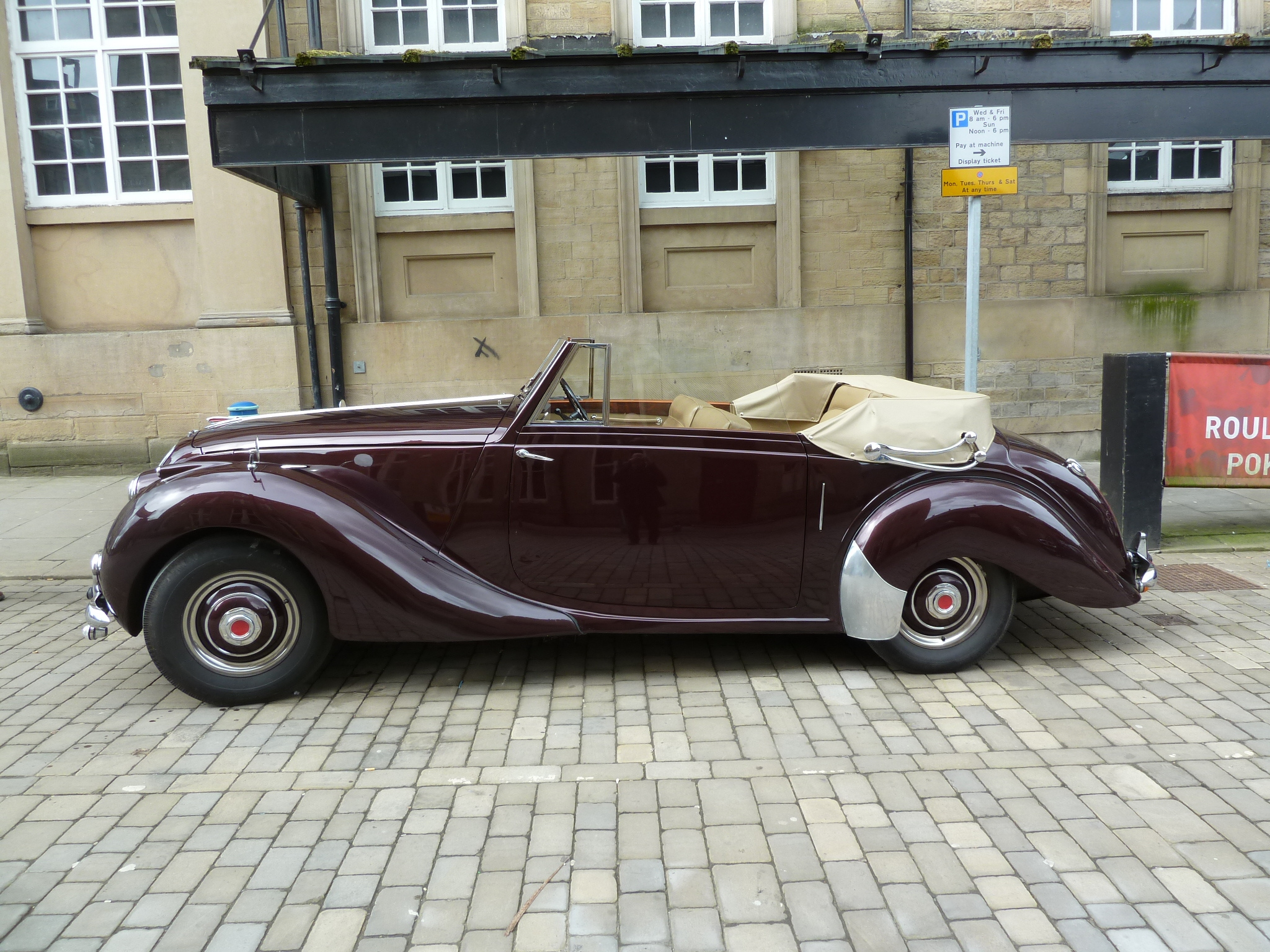
Lagonda 2.6 Litre Sports Drophead Saloon mit Tickford-Karosserie

Der Lagonda 2.6 Litre wurde als viertürige Limousine („Saloon“) und als zweitüriges Cabriolet („Sports Drophead Saloon“) angeboten. Beide Versionen hatten vier Sitze. Die Aufbauten hatte jeweils Frank Feeley gestaltet. Alle Modelle hatten ausgeformte Kotflügel vorn und hinten, die vorderen Türen waren an der B-Säule angeschlagen und öffneten nach hinten (sog. Selbstmördertüren). Anfänglich fertigte Lagonda die Karosserien selbst; mit Beginn der 1950er-Jahre übertrug David Brown die Produktion der Aufbauten zunehmend auf den – seinerzeit noch selbständigen – Karosseriehersteller Tickford Optische Änderungen ergaben sich aus dem Wechsel des Herstellers nicht.
Die allermeisten Fahrzeuge waren mit der Werkskarosserie ausgestattet. Lediglich acht Chassis erhielten auf Kundenwunsch individuelle Aufbauten. Zwei Fahrzeuge wurden von Tice & Sons in Bournemouth eingekleidet, je eines von Gurney Nutting und von Graber.

## Produktion
Der Lagonda 2.6 Litre entstand nicht mehr in den alten Lagonda-Werksanlagen im südenglischen Staines, sondern zusammen mit den Aston-Martin-Modellen in angemieteten Räumen in Feltham. Dort wurde das Chassis aufgebaut, und zahlreiche Fahrzeuge erhielten hier auch ihre (Werks-)Karosserie, die entweder bei Aston Martin Lagonda selbst oder – später – bei Tickford entstand.

### Mark I und II
Der überwiegende Teil der Fahrzeuge waren Modelle der Serie 1 („Mark I“). Sie wurde von 1948 bis Ende 1952 produziert. Daran schloss sich eine zweite Serie („Mark II“) an, die sich nur durch eine um 18 PS höhere Motorleistung von der ersten Version unterschied. Die Mark-II-Modelle wurden nur als Limousine angeboten, Mark-II-Cabriolets gab es werksseitig nicht.

### Brooklands of Bond Street
Eine besondere Rolle nehmen 16 Fahrzeuge ein, die als „Brooklands of Bond Street“ bezeichnet werden. Sie waren Zwittermodelle, die die Optik des künftigen Lagonda 3 Litre mit der Technik des bisherigen 2.6 Litre Mark II verbanden.
Brooklands of Bond Street war ein in der Londoner Bond Street ansässiger Lagonda-Händler. Brooklands kaufte die letzten 16 Chassis des Lagonda 2.6 Litre Mark II und ließ sie von Tickford mit einer Karosserie versehen, die der des künftigen Lagonda 3 Litre entsprach. Zehn von ihnen waren Cabriolets, sechs waren als zweitürige Coupés gestaltet. In einigen Fällen wurden diese Fahrzeuge nachträglich mit dem 3 Liter großen Sechszylinder des neuen Modells ausgestattet, als dieser verfügbar war. Eines dieser Brooklands-Modelle gehörte dem Schauspieler Peter Ustinov.

### Produktionszahlen
Insgesamt entstanden etwa 510 Fahrzeuge vom Typ Lagonda 2.6 Litre. Die Zählung weicht in unterschiedlichen Quellen teilweise voneinander ab. Sie hängt neben der unterschiedlich gehandhabten Einbeziehung von bloßen Chassis davon ab, ob die Brooklands-of-Bond-Street-Modelle der Baureihe 2.6 Litre oder dem Nachfolger 3.0 Litre zugerechnet werden.
| Produktionszahlen Lagonda 2.6 Litre | Produktionszahlen Lagonda 2.6 Litre | Produktionszahlen Lagonda 2.6 Litre | Produktionszahlen Lagonda 2.6 Litre | Produktionszahlen Lagonda 2.6 Litre | Produktionszahlen Lagonda 2.6 Litre |
| Aufbau                              | Karosseriehersteller                | Mark I                              | Mark II                             | Brooklands of Bond Street           | Gesamt                              |
| ----------------------------------- | ----------------------------------- | ----------------------------------- | ----------------------------------- | ----------------------------------- | ----------------------------------- |
| 4 Door Saloon                       | Lagonda                             | 283                                 | 10                                  | –                                   | 363                                 |
| 4 Door Saloon                       | Tickford                            | 70                                  | –                                   | –                                   | 363                                 |
| Drophead Saloon                     | Lagonda                             | 124                                 | –                                   | –                                   | 134                                 |
| Drophead Saloon                     | Tickford                            | –                                   | –                                   | 10                                  | 134                                 |
| 2 Door Saloon                       | Tickford                            | –                                   | –                                   | 6                                   | 6                                   |
| Chassis                             |                                     | 8                                   | 2                                   | –                                   | 10                                  |
| Gesamt                              |                                     | 485                                 | 12                                  | 16                                  | 513                                 |

## Der Lagonda 2.6 Litre als Klassiker
Heute sind nur noch wenige Lagonda 2.6 Litre erhalten. Viele Fahrzeuge wurden in den zurückliegenden Jahrzehnten demontiert; ihre technischen Komponenten kamen im Falle der Kompatibilität häufig als Ersatzteile für die wesentlich teureren Sportwagen von Aston Martin auf den Markt. Das gilt vor allem für den Motor und das Getriebe.